# Belarmino Augusto de Mendonça Lobo
Belarmino Augusto de Mendonça Lobo (Barra Mansa, 19 de setembro de 1850 — 28 de maio de 1913) foi um voluntário da pátria, tendo participado da batalha do Tuiuti, em 1867, e Curuzu, Curupaiti, Itororó e Avaí. Ferido gravemente em Lomas Valentinas, voltou a combater.
No retorno ao Brasil, já oficial, regularizou sua situação militar, ingressando na Escola Militar, em 1871, de onde saiu, sete anos depois, bacharel em Engenharia e em Ciências Físicas e Matemáticas.

Responsável pela expedição que estabeleceu a Colônia Militar de Foz do Iguaçu , em 1889, e, em 1904, por uma (pelo Rio Juruá) das duas expedições que definiram a fronteira do estado do Acre e seu pertencimento ao Brasil, e não ao Peru (a outra expedição foi chefiada pelo escritor Euclides da Cunha, no Rio Purus).

Relativamente à expedição no Rio Juruá: "O relatório do General Belarmino Mendonça, permaneceu guardado, durante oito décadas, no acervo histórico-cultural do Itamarati. O trabalho, apresentado ao Barão do Rio Branco, em 1906, foi publicado apenas pela Imprensa Nacional, ano de 1907, no Rio de Janeiro, sob o título: “Memória da Comissão Brasileiro-Peruana de Reconhecimento do Rio Juruá e Relatório ao Governo Brasileiro (1904/1906)”. O escritor Leandro Tocantins mobilizou o governo do Estado do Acre trazendo a público, na década de oitenta, a História do Rio Juruá através da notável obra do General Belarmino Mendonça, para a qual sugeriu o título de “Reconhecimento do Rio Juruá”, onde encontramos a memória da Comissão Mista, redigida por Belarmino Mendonça, com versão espanhola do Comissário peruano D. Nuno Pompílio Leon, e o relatório do Comissário Brasileiro."
Exerceu o mandato de deputado federal constituinte pelo estado do Paraná em 1890 e, com a promulgação, em 24 de fevereiro 1891, participou da legislatura ordinária até dezembro de 1893. 
Comandou, entre 1898 e 1899, a Brigada Policial da Capital Federal, atual Polícia Militar do Estado do Rio de Janeiro.
Foi adido ao Ministério das Relações Exteriores e subchefe do Estado-Maior do Exército.
Tornou-se Ministro do Superior Tribunal Militar (STM), em 1912. No posto de marechal, morreu em maio de 1913.